# Muối cần tây
Muối cần tây là một loại muối gia vị được sử dụng để tạo hương vị cho thực phẩm. Thành phần chính là muối ăn và chất tạo hương vị là hạt xay từ cần tây hoặc loại cây họ cần núi. Đôi khi được sản xuất bằng cần tây khô hoặc nhựa dầu hạt.

## Chất phụ gia
Muối cần tây thường chứa chất chống vón như silic dioxide hoặc calci silicat. Là một loại rau, hạt cần tây có kali là ion chiếm ưu thế so với natri (gấp chín lần).